# Список Героев Украины/Щ
В настоящем списке в алфавитном порядке представлены люди, получившие почётное звание Герой Украины, чьи фамилии начинаются с буквы «Н».
- Список содержит информацию о дате указа присвоения почётного звания, роде деятельности награждённых и годах их жизни.

## Список людей, фамилии которых начинаются с «Н»
| № | Фамилия, Имя Отчество    | Дата Указа | Деятельность | Годы жизни      |
| - | ------------------------ | ---------- | --- | --------------- |
| 1 | Щеголь, Виктор Андреевич | 22.07.2004 | Начальник цеха Государственного предприятия «Производственное объединение Южный машиностроительный завод имени О. М. Макарова», Днепропетровск | род. 29.05.1951 |